# Физика низких температур
Физика низких температур — раздел физики, занимающийся изучением физических свойств систем, находящихся при низких температурах. В частности, этот раздел рассматривает такие явления, как сверхпроводимость и сверхтекучесть. Физика низких температур изучает физические процессы, протекающие при очень низких температурах, вплоть до абсолютного нуля, занимается изучением свойств материалов при этих низких и сверхнизких температурах, и таким образом связана со многими областями науки и техники.

## Методы получения низких температур

### Испарение жидкостей
Для получения и поддержания низких температур обычно используют сжиженные газы. В сосуде Дьюара, содержащем сжиженный газ, испаряющийся под атмосферным давлением, достаточно хорошо поддерживается постоянная температура нормального кипения хладоагента. Наиболее часто используемые хладагенты — жидкий азот и жидкий гелий. Ранее использовавшиеся сжиженные водород и кислород сейчас используются достаточно редко из-за повышенной взрывоопасности испарений. Азот же и гелий практически инертны и опасность представляет только резкое расширение при переходе из жидкого в газообразное состояние.
Снижая давление над свободной поверхностью жидкости можно получить температуру ниже нормальной точки кипения этой жидкости. Например, откачкой паров азота можно добиться температуры до температуры тройной точки 63 K, откачкой паров водорода (над твёрдой фазой) можно добиться температуры 10 K, откачкой паров гелия можно добиться (при очень хороших условиях проведения эксперимента) температуры около 0,7 K.

### Дросселирование
При протекании через сужение проходного канала трубопровода — дроссель, либо через пористую перегородку происходит понижение давления газа или пара вместе с понижением его температуры. Эффект дросселирования используется главным образом для глубокого охлаждения и сжижения газов.
Изменение температуры при малом изменении давления в результате процесса Джоуля-Томсона определяется производной {\displaystyle \mu _{JT}=\left({\frac {\partial T}{\partial P}}\right)_{H}}, называемой коэффициентом Джоуля-Томсона.

### Расширение с совершением внешней работы
Можно охлаждать газ, используя детандер — устройство для дополнительного охлаждения газа путём его выпуска под давлением в цилиндр с поршнем, который перемещается с усилием. При этом газ совершает работу и охлаждается. Используется в цикле получения жидкого гелия.
Если вместо поршня использовать турбину — получится турбодетандер, принцип действия которого аналогичен.

### Адиабатическое размагничивание
Метод основан на эффекте выделения теплоты из парамагнитных солей при их намагничивании и последующем поглощении теплоты при их размагничивании. Это позволяет получать температуры вплоть до 0,001 K. Для получения очень низких температур более всего подходят соли с малой концентрацией парамагнитных ионов, то есть соли, в которых соседние парамагнитные ионы отделены друг от друга немагнитными атомами.

### Эффект Пельтье
Эффект Пельтье используют в термоэлектрических охлаждающих устройствах. Он основан на понижении температуры спаев полупроводников при прохождении через них постоянного электрического тока. Величина выделяемого тепла и его знак зависят от вида контактирующих веществ, силы тока и времени прохождения тока, то есть количество выделяемого тепла пропорционально количеству прошедшего через контакт заряда.

### Криостат растворения

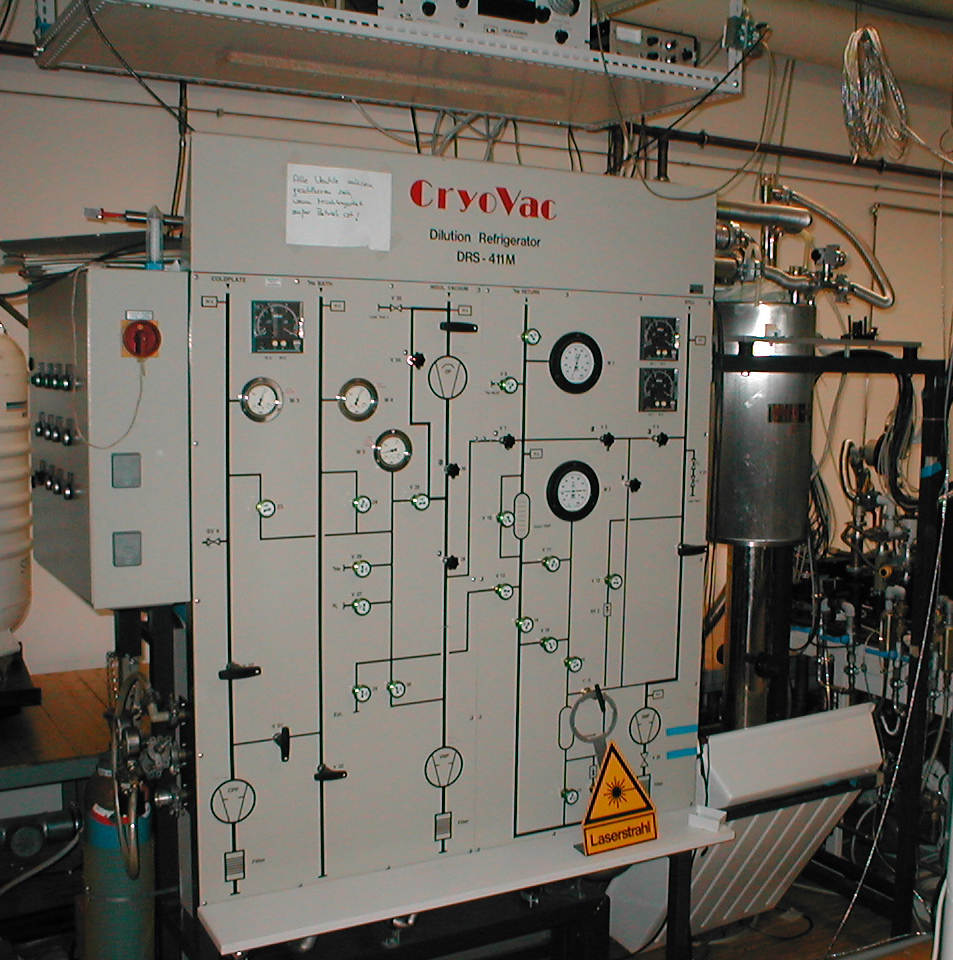
Рефрижератор растворения

В процессе охлаждения используется смесь двух изотопов гелия: 3He и 4He. При охлаждении ниже 700 мК, смесь испытывает самопроизвольное разделение фаз, образуя фазы богатую 3He и богатую 4He. Смесь 3He / 4He ожижается в конденсаторе, который подсоединен через дроссель к области богатой 3He смесительной камеры. Атомы 3He, проходя через границу раздела фаз, отбирают энергию у системы. Рефрижераторы растворения с непрерывным циклом обычно используются в низкотемпературных физических экспериментах.

## Измерение низких температур
Первичным термометрическим прибором для измерения термодинамической температуры вплоть до 1 К служит газовый термометр. Используются термометры сопротивления (платиновый — для прецизионных измерений, медный, угольный).
В качестве вторичных термометров могут использоваться термопары, полупроводниковые диоды — однако они требуют градуировки. Аналогом термометрии по давлению насыщенных паров в области сверхнизких температур является измерение температуры в диапазоне 30—100 мК по осмотическому давлению ³He в смеси ³He — 4He.

## История физики низких температур
Основные этапы развития физики низких температур были связаны с сжижением газов, которые позволяли проводить измерения при температуре равной температуре кипения.
- В 1852 году Джеймс Джоуль и Уильям Томсон обнаружили эффект Джоуля — Томсона.
- В 1883 году Сигизмунд Врублевский и Кароль Ольшевский впервые получили жидкий кислород и жидкий азот в измеримых количествах.
- В 1898 году Джеймсом Дьюаром получено около 20 см³ жидкого водорода.
- В 1908 году Хейке Камерлинг-Оннес сумел получить 60 см³ жидкого гелия. Низкие температуры, необходимые для конденсации гелия, были достигнуты при адиабатическом дросселировании водорода.
- В 1913 году за получение жидкого гелия Хейке Камерлинг-Оннес был отмечен Нобелевской премией по физике.
- В 1925 году Альберт Эйнштейн теоретически предсказал существование Конденсата Бозе — Эйнштейна как следствие из законов квантовой механики на основе работ Шатьендраната Бозе.
- В 1926 году Виллем Хендрик Кеезом смог получить 1 см³ твёрдого гелия, используя не только низкую температуру, но и повышенное давление.
- В 1930 году[2] Виллем Хендрик Кеезом обнаруживает наличие фазового перехода в жидком гелии при температуре 2,17 К и давлении насыщенных паров 0,005 МПа. Называет фазу, устойчивую выше 2,17 K гелием-I, и фазу, устойчивую ниже 2,17 K гелием-II. Также наблюдает связанные с этим аномалии в теплопроводности (даже называет гелий-II «сверхтеплопроводным»), теплоёмкости, текучести гелия.
- В 1938 году П. Л. Капица открыл сверхтекучесть гелия-II.
- В 1941 году квантово-механическое объяснение явления сверхтекучести было дано Л. Д. Ландау.
- В 1948 году впервые удалось ожижить и гелий-3. [кому?]
- В 1962 году Л. Д. Ландау получил Нобелевскую премию по физике.
- В 1972 году в жидком 3He был также обнаружен фазовый переход в сверхтекучее состояние. Позже было экспериментально показано, что ниже 2,6 мК и при давлении 34 атм 3He действительно становится сверхтекучим.
- В 1978 году за открытие явления сверхтекучести Нобелевскую премию по физике получил Пётр Капица.
- В 1995 году Эриком Корнеллом и Карлом Виманом впервые был получен Конденсат Бозе — Эйнштейна. Учёные использовали газ из атомов рубидия, охлаждённый до 170 нанокельвин.
- В 1996 году за открытие сверхтекучести гелия-3 Д. Ошерову, Р. Ричардсону и Д. Ли была присуждена Нобелевская премия по физике.
- В 2001 году за получение Конденсата Бозе — Эйнштейна Эрику Корнеллу, Карлу Виману совместно с Вольфгангом Кеттерле была присуждена Нобелевская премия по физике.
- В 2003 году Нобелевской премией по физике отмечены Алексей Алексеевич Абрикосов, Виталий Лазаревич Гинзбург и Энтони Леггет, в том числе и за создание теории сверхтекучести жидкого гелия-3.
- В 2004 году было объявлено об открытии сверхтекучести в твёрдом гелии.  Это заявление было сделано на основании эффекта неожиданного уменьшения момента инерции крутильного маятника с твёрдым гелием. Однако в последующие годы результаты независимых экспериментов, не могли подтвердить это открытие. Ситуация с сверхтекучестью в твёрдом гелии оставалась неясной до 2012 года, когда было показано, что интерпретация обнаруженного эффекта как перехода твёрдого гелия в сверхтекучее состояние была ошибочной.

## Специальность ВАК
«Физика низких температур» (шифр специальности 01.04.09) — область фундаментальной науки, изучающая физические явления и состояния вещества, характерные для температур, близких к абсолютному нулю. Включает теоретические и экспериментальные исследования структуры и свойств вещества в основном квантовом состоянии и физической природы и характеристик различных элементарных возбуждений, а также квантовых кооперативных явлений, таких как сверхтекучесть, сверхпроводимость, бозе-конденсация, магнитное, зарядовое и другие типы упорядочения.
Паспорт специальности ВАК «Физика низких температур» предусматривает следующие области исследования:
1. Квантовые жидкости и кристаллы.
2. Сверхпроводящие системы, включая высокотемпературные сверхпроводники.
3. Квантовые газы, бозе-эйнштейновские конденсаты.
4. Сильно коррелированные электронные и фононные системы.
5. Низкотемпературный магнетизм: магнитные структуры, фазовые переходы, магнитный резонанс.
6. Низкоразмерные квантовые системы и системы с беспорядком.
7. Мезоскопические системы.
8. Исследование механических, электрических, магнитных, оптических, тепловых и других физических свойств вещества при низких температурах.
9. Разработка методов получения и измерения низких и ультранизких температур.

## Научные журналы
- «Физика низких температур» Физико-технического института низких температур им. Б. И. Веркина НАН Украины[4]